# دييغو جاومي
دييغو جاومي (بالإسبانية: Diego Jaume Favaro)‏ هو لاعب كرة قدم أوروغواياني في مركز الدفاع، ولد في 9 أكتوبر 1973 في مونتفيدو في الأوروغواي. لعب مع Huracán Buceo ‏.